# Saint-Martin-de-Seignanx

Saint-Martin-de-Seignanx este o comună în departamentul Landes din sud-vestul Franței. În 2009 avea o populație de 4.724 de locuitori.

## Evoluția populației
| An        | 1975  | 1982  | 1990  | 1999  | 2006  | 2009  |
| --------- | ----- | ----- | ----- | ----- | ----- | ----- |
| Populație | 2.318 | 2.903 | 3.047 | 3.903 | 4.710 | 4.724 |